# Мала Любаша
Мала Любаша — село в Україні, центр Малолюбашанської сільської громади Рівненського району Рівненської області.
Село електрифіковане, телефонізоване, газифіковане. Централізоване теплопостачання та каналізація відсутні. Центральна вулиця має асфальтоване покриття.

## Розташування
Мала Любаша розташована по обидва береги річки Замчисько, правої притоки Горині. Річка бере початок із Собовки і Вовчого (назви ділянок лісу), де колись було багато джерел. За однією легендою, Замчиськом її назвали тому, що була в лісі ніби під замком.
Мала Любаша знаходиться в південній частині Костопільського району. Від с. Мала Любаша до м. Рівне 40 км, а до м. Костопіль 6 км. Недалеко знаходиться м. Сарни (56 км).
Основу ґрунтового покриву складають дерново-підзолисті та піщані ґрунти. Територія села безпечна щодо затоплення поверхневими водами. Небезпечні геологічні процеси відсутні. Рельєф території населеного пункту рівнинний.

## Історична довідка
Перша письмова згадка про село належить до 1629 року. З IX ст. до кінця XII ст., землі, де зараз розташоване село, належали Київській Русі, пізніше — перейшли в адміністративне підпорядкування Галицько-Волинського князівства. Як окрема адміністративна одиниця, село Мала Любаша було виділене на землях Волинського Воєводства Польського королівства. З 1795 року перейшло під владу Російської Імперії, якій було підпорядковане до 1917 року. В цей період Мала Любаша належала до Тучинської волості Волинської губернії. З 1917 по 1939 рік — до Тучинської гміни Ровенського повіту в складі Польщі. За часів німецької окупації землі опинилися в складі рейхкомісаріату Україна. Малу Любашу визволили від німецької окупації 14 січня 1944 року. Це зробив батальйон 337-го стрілецького полку, яким командував Бузикін. Перший колгосп було організовано у 1949 році під назвою «Артіль імені Н. К. Крупської». Пізніше його об'єднали з колгоспами села Борщівка і міста Костопіль в один колгосп під назвою «Ленінським шляхом». Частина сільськогосподарських угідь була передана під міську забудову.

## Походження назви
Існує легенда, що раніше село називалося Самостріли, колись тут жив багатий пан, якому належали довколишні села, ліси, поля, луки. У нього було дві доньки красуні. Так сталось, що обидві народилися в один і той же день, лише з різницею в роках, і названі були одним іменем — Люба. Коли дочки виросли і прийшла пора давати посаг, батько-вельможа поділив між ними порівну все, що мав, а те село, у якому збудував дім для молодшої з доньок, назвав Мала Любаша.

## ВетераниРадянсько-німецької війни
Салаганов Микола Осипович [Архівовано 21 липня 2015 у Wayback Machine.]

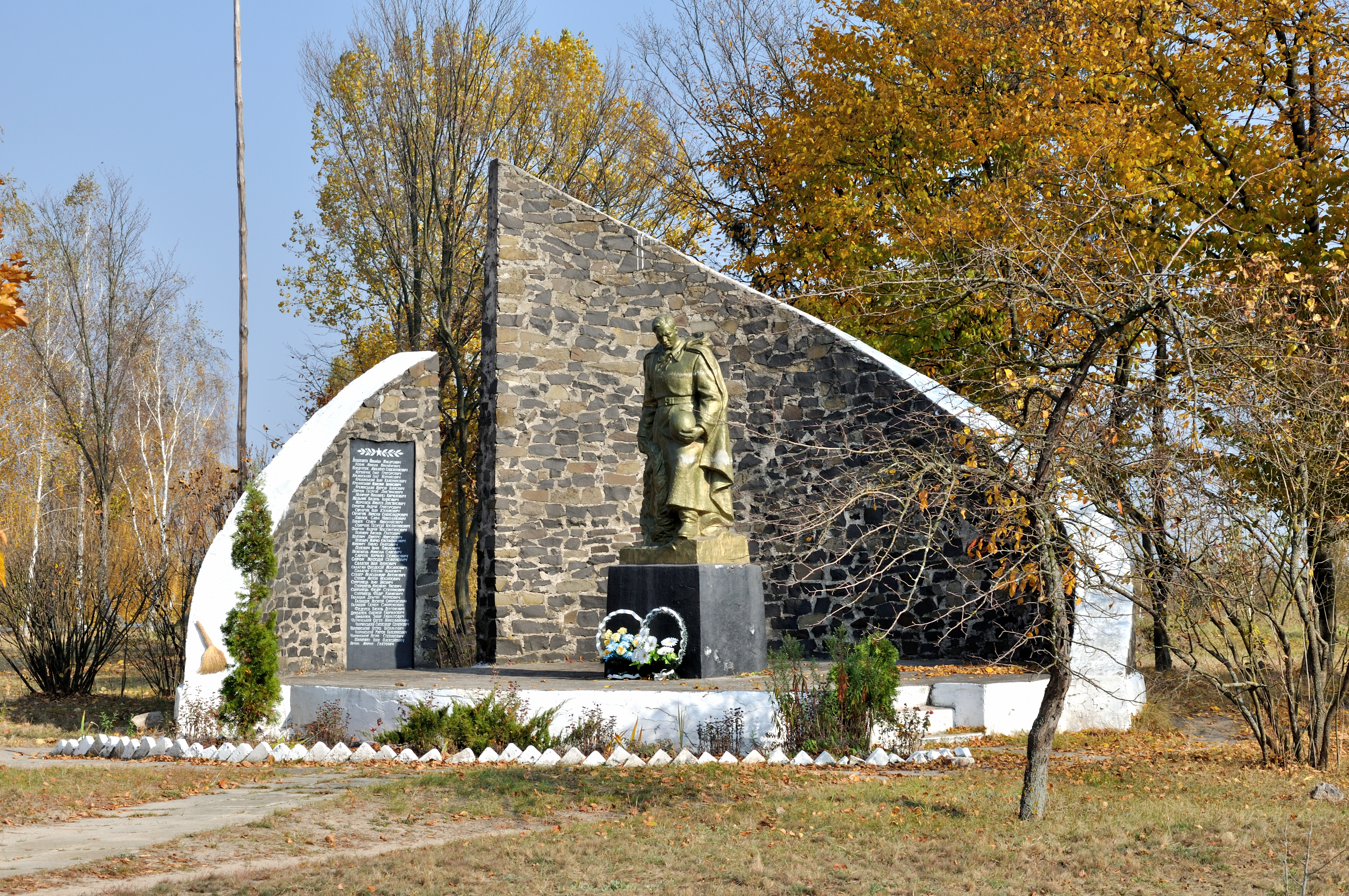
Пам'ятник воїнам-односельчанам, с. Мала Любаша,.jpg

Народився 15 жовтня 1909року в селі Мала Любаша, Костопільського району, Рівненської області.
В 1916 році пішов в перший клас церковно-приходської школи, яку закінчив у 1920 році.
З 1920—1932 p.p. служив у польській армії. В 1935 році одружився з Овчарук Парасковією Юхимівною, з котрою виховали 5 дітей.
До 1943 року займалися особистим сільським господарством. З 1944 року по 1945 рік воював на фронтах Великої Вітчизняної війни, був тяжко ранений.
З 1945—1947 p.p. працював в особистому господарстві, був власником парні по виробництву коліс.
З 1948 р. по 1949 р. працював головою сільської ради.
В 1947 році став членом колективного господарства ім..Крупської і займав посаду завідувача тваринницької ферми, бригадиром будівельної бригади. В 1970 році пішов на пенсію.
Ім'я Салаганова М. О. внесено першим у Книгу Пошани «Гордість і слава М.Любаші».
Помер 1 червня 2011 року.
Нагороджений:
- «За мужність»
- «За відвагу»
- «За перемогу над Німеччиною»
- «50 років Перемоги у Великій Вітчизняній Війні 1941—1945 рр.»
- «60 років Перемоги у Великій Вітчизняній Війні 1941—1945 рр.»
- «65 років Перемоги у Великій Вітчизняній Війні 1941—1945 рр.»

Інформація надана донькою Салаган Анастасія Миколаївна

## Транспорт
Основні вантажопасажирські перевезення здійснюються через залізничну станцію Костопіль, відстань до якої 9 км.
До міжнародного автошляху E40 (Н06) Краків — Перемишль — Львів — Рівне — Житомир — Київ — Полтава — Харків — Луганськ 35 км, а до регіонального автошляху Н25 Городище — Сарни — Рівне — Староконстянтинів 5 км. До аеропорту м. Рівне 47 км.

## Символи
Рішенням сільської ради № 150 від 19 березня 2004 року затверджено символи села Мала Любаша:
- Герб: щит розтятий на золоте і синє поля; посередині розтяте червоно-золоте колесо від воза, над ним обабіч по червоному кетягу калини з трьома листочками — у золотому полі листочки зелені, у синьому — золоті.
- Прапор: квадратне полотнище, що складається з двох вертикальних смуг — жовтої та синьої, посередині — дерев'яне колесо від воза, розділене на червону та жовту половини. Колесо вказує на поширене тут здавна стельмаське ремесло. Калинові кетяги — символ краси, щедрості, родючості, любові до рідного краю.

## Населення
У селі є 342 двори та нараховує 1199 жителів. Сільраді підпорядковані села Борщівка та Лісопіль. В селі є загальноосвітня школа, клуб, бібліотека, фельдшерсько-акушерський пункт.
За переписом населення 2001 року в селі мешкало 1099 осіб.

### Мова
Розподіл населення за рідною мовою за даними перепису 2001 року:
| Мова       | Відсоток |
| ---------- | -------- |
| українська | 99,64 %  |
| російська  | 0,18 %   |
| білоруська | 0,09 %   |
| польська   | 0,09 %   |

### Відомі жителі села
- Петрук Денис Дмитрович (2000—2022) — солдат Збройних Сил України, учасник російсько-української війни, що загинув у ході російського вторгнення в Україну в 2022 році.
- Попович Іван Петрович (1990—2022)— молодший лейтенант Збройних сил України загинув у боях за Піски у селищі  Опитне Донецької області

## Культові споруди

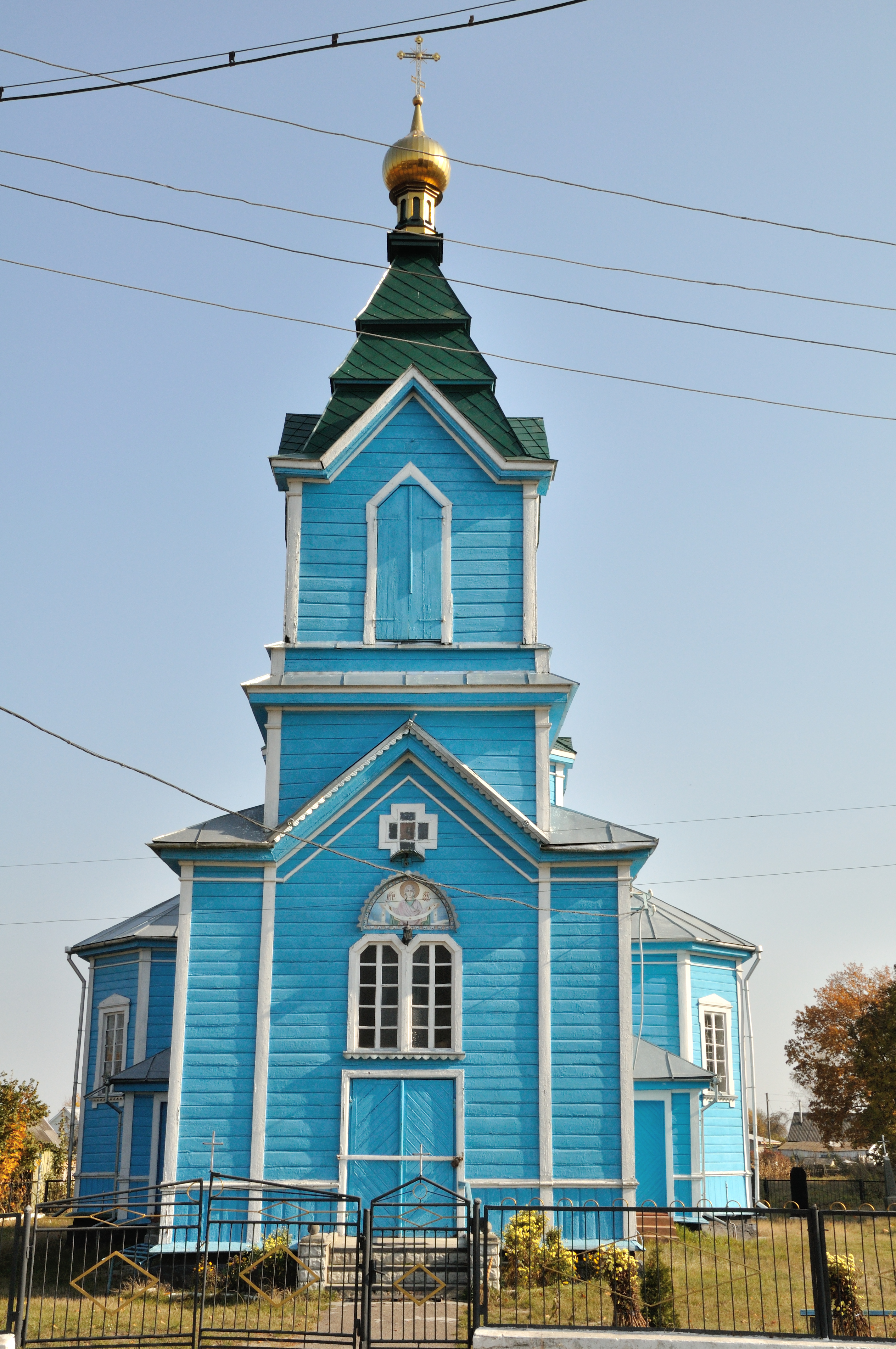
Дзвіниця Покровської церкви (дер.), с. Мала Любаша

Дерев'яна церква Покрови побудована 1777 р.,, проте невдовзі зруйнована. А у 1895 році побудована нова на кошти прихожан (в архітектурі споруди є цілий ряд традиційних рис волинського монументального дерев'яного будівництва). Дерев'яна дзвіниця. 27 січня 2019 року церква перейшла до ПЦУ.